# Llista de les pel·lícules més taquilleres

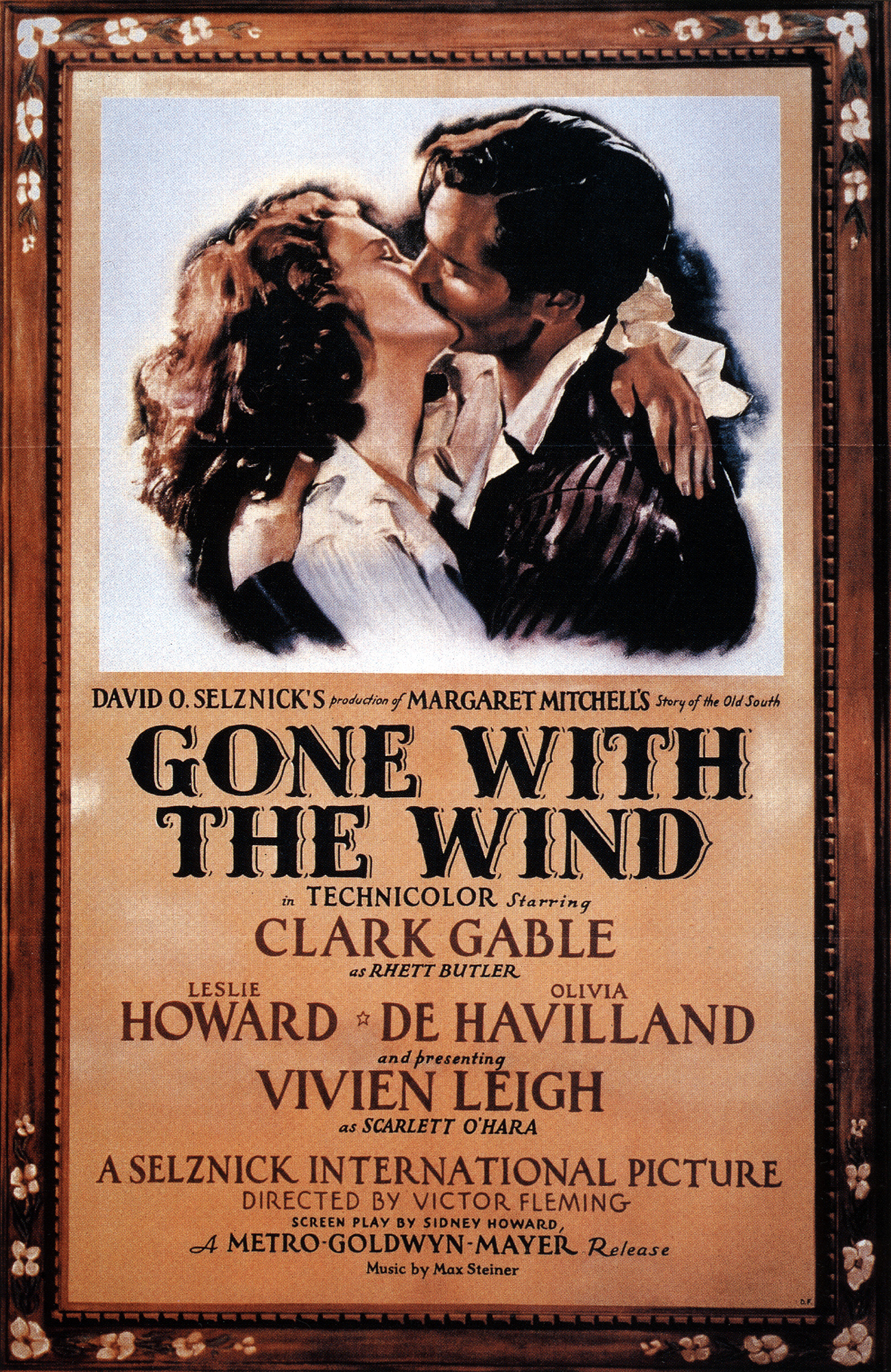
Allò que el vent s'endugué va mantenir-se com la pel·lícula més taquillera durant vint-i-cinc anys i, ajustat per la inflació, ha guanyat més que qualsevol altra pel·lícula.

Les pel·lícules generen ingressos a partir de diverses fonts, com ara exposició a les sales de cinema, vídeo domèstic, drets d'emissió de televisió i marxandatge. No obstant això, els guanys de taquilla són la mètrica principal per a les publicacions comercials a l'hora d'avaluar l'èxit d'una pel·lícula, sobretot a causa de la disponibilitat de les dades en comparació amb les xifres de vendes de vídeos domèstics i drets d'emissió, però també per la pràctica històrica. S'inclouen a la llista els gràfics dels millors guanys de taquilla (classificats tant pel valor nominal i real dels seus ingressos),  i un gràfic de les franquícies i sèries cinematogràfiques més taquilleras. Totes les llistes es classifiquen segons l'actuació de taquilla a sales de cinema internacionals sempre que sigui possible, excloent els ingressos derivats del vídeo casolà, els drets de difusió i el marxandatge.
Tradicionalment, les pel·lícules de guerra, musicals i drames històrics han estat els gèneres més populars, però les pel·lícules de franquícia estan entre els més taquilleres del segle xxi. Hi ha un gran interès pel gènere dels superherois, amb deu pel·lícules del Marvel Cinematic Universe que figuren entre les que tenen més guanys nominals.
Tot i que la inflació ha erosionat els èxits de la majoria de pel·lícules dels anys 50, 60 i 70, hi ha franquícies originàries d'aquest període que encara estan actives. A més de les franquícies de La guerra de les galàxies i Superman, les pel·lícules de James Bond i Godzilla encara estan produint llançaments periòdicament; les quatre es troben entre les franquícies més taquilleres. Algunes de les pel·lícules més antigues que van tenir el rècord de pel·lícules més taquilleres encara tenen una recaptació respectable per als estàndards actuals, però ja no competeixen numèricament contra les més grans de l'actualitat en una era de preus de les entrades individuals molt més alts. Tanmateix, quan aquests preus s'ajusten a la inflació, Allò que el vent s'endugué, que va ser la pel·lícula més taquillera durant vint-i-cinc anys, segueix sent la pel·lícula més taquillera de tots els temps. Tots els bruts de la llista s'expressen en U.S. dòlars pel seu valor nominal, llevat que s'indiqui el contrari.

## Pel·lícules amb més recaptació
A continuació es detalla una llista de les 50 pel·lícules més taquilleres de tots els temps.
| Posició | Màxim | Títol                                            | Recaptació global | Any  | Ref                        |
| ------- | ----- | ------------------------------------------------ | ----------------- | ---- | -------------------------- |
| 1       | 1     | Avatar                                           | $2.923.706.026    | 2009 | [ # 1 ]                    |
| 2       | 1     | Avengers: Endgame                                | $2.797.501.328    | 2019 | [ # 2 ] [ # 3 ]            |
| 3       | 3     | Avatar: El sentit de l'aigua                     | $2.320.250.281    | 2022 | [ # 4 ] [ # 5 ]            |
| 4       | 1     | Titanic                                          | $2.187.425.379    | 1997 | [ # 6 ]                    |
| 5       | 3     | Star Wars: El despertar de la força              | $2.071.310.218    | 2015 | [ # 7 ] [ # 8 ]            |
| 6       | 4     | Avengers: Infinity War                           | $2.052.415.039    | 2018 | [ # 9 ] [ # 10 ]           |
| 7       | 6     | Spider-Man: No Way Home                          | $1.921.847.111    | 2021 | [ # 11 ]                   |
| 8       | 3     | Jurassic World                                   | $1.671.713.208    | 2015 | [ # 12 ] [ # 13 ]          |
| 9       | 7     | The Lion King                                    | $1.656.943.394    | 2019 |                            |
| 10      | 3     | The Avengers                                     | $1.518.812.988    | 2012 | [ # 14 ]                   |
| 11      | 4     | Furious 7                                        | $1.516.045.911    | 2015 | [ # 15 ] [ # 16 ]          |
| 12      | 11    | Top Gun: Maverick                                | $1.495.696.292    | 2022 |                            |
| 13      | 10    | Frozen II                                        | $1.453.683.476    | 2019 |                            |
| 14      | 14    | Barbie                                           | $1.430.517.000    | 2023 | [ # 17 ]                   |
| 15      | 5     | Avengers: Age of Ultron                          | $1.402.809.540    | 2015 | >                          |
| 16      | 15    | Super Mario Bros.: La pel·lícula                 | $1.360.968.281    | 2023 | [ # 19 ] [ # 20 ] [ # 21 ] |
| 17      | 9     | Black Panther                                    | $1.347.280.838    | 2018 | [ # 22 ] [ # 23 ]          |
| 18      | 3     | Harry Potter i les relíquies de la Mort - Part 2 | $1.342.025.430    | 2011 | [ # 24 ] [ # 25 ]          |
| 19      | 9     | Star Wars: Els últims Jedi                       | $1.332.539.889    | 2017 | [ # 26 ] [ # 27 ]          |
| 20      | 12    | Jurassic World: El regne caigut                  | $1.309.484.461    | 2018 | [ # 28 ] [ # 10 ]          |
| 21      | 5     | Frozen: El regne del gel                         | $1.290.000.000    | 2013 | [ # 29 ]                   |
| 22      | 10    | Beauty and the Beast                             | $1.263.521.126    | 2017 | [ # 30 ] [ # 31 ]          |
| 23      | 15    | Els increïbles 2                                 | $1.242.805.359    | 2018 | [ # 32 ] [ # 10 ]          |
| 24      | 11    | The Fate of the Furious                          | $1.238.764.765    | 2017 | [ # 33 ] [ # 31 ]          |
| 25      | 5     | Iron Man 3                                       | $1.214.811.252    | 2013 | [ # 34 ] [ # 35 ]          |
| 26      | 10    | Els Mínions                                      | $1.159.398.397    | 2015 | [ # 36 ] [ # 13 ]          |
| 27      | 12    | Captain America: Civil War                       | $1.153.329.473    | 2016 | [ # 37 ] [ # 38 ]          |
| 28      | 20    | Aquaman                                          | $1.148.485.886    | 2018 | [ # 39 ] [ # 40 ]          |
| 29      | 2     | El Senyor dels Anells: El retorn del rei         | $1.146.030.912    | 2003 | [ # 41 ]                   |
| 30      | 7     | Skyfall                                          | $1.142.471.295    | 2012 | [ # 42 ] [ # 43 ]          |
| 31      | 24    | Spider-Man: Far From Home                        | $1.131.927.996    | 2019 | [ # 44 ]                   |
| 32      | 23    | Captain Marvel                                   | $1.128.274.794    | 2019 | [ # 45 ] [ # 3 ]           |
| 33      | 5     | Transformers: Dark of the Moon                   | $1.123.794.079    | 2011 | [ # 46 ] [ # 25 ]          |
| 34      | 1     | Parc Juràssic                                    | $1.113.138.548    | 1993 | [ # 47 ]                   |
| 35      | 10    | Transformers: Age of Extinction                  | $1.104.054.072    | 2014 | [ # 48 ] [ # 49 ]          |
| 36      | 7     | El cavaller fosc: La llegenda reneix             | $1.081.142.612    | 2012 | [ # 50 ] [ # 51 ]          |
| 37      | 32    | Star Wars: L'ascens de Skywalker                 | $1.077.022.372    | 2019 |                            |
| 38      | 31    | Joker                                            | $1.074.458.282    | 2019 |                            |
| 39      | 30    | Toy Story 4                                      | $1.073.841.394    | 2019 |                            |
| 40      | 4     | Toy Story 3                                      | $1.067.316.101    | 2010 | [ # 52 ] [ # 53 ]          |
| 41      | 3     | Pirates of the Caribbean: Dead Man's Chest       | $1.066.179.725    | 2006 | [ # 54 ]                   |
| 42      | 20    | Rogue One: A Star Wars Story                     | $1.058.682.142    | 2016 | [ # 55 ] [ # 56 ]          |
| 43      | 34    | Aladdin                                          | $1.054.304.000    | 2019 | [ # 57 ]                   |
| 44      | 6     | Pirates of the Caribbean: On Stranger Tides      | $1.046.721.266    | 2011 | [ # 58 ] [ # 59 ]          |
| 45      | 24    | Gru 3, el meu dolent preferit                    | $1.034.799.409    | 2017 | [ # 60 ] [ # 31 ]          |
| 46      | 22    | Buscant la Dory                                  | $1.028.570.889    | 2016 | [ # 61 ] [ # 62 ]          |
| 47      | 2     | Star Wars: Episode I – The Phantom Menace        | $1.027.044.677    | 1999 | [ # 63 ] [ # 6 ]           |
| 48      | 24    | Zootròpolis                                      | $1.025.521.689    | 2016 | [ # 64 ] [ # 38 ]          |
| 49      | 5     | Alice in Wonderland                              | $1.025.467.110    | 2010 | [ # 65 ] [ # 66 ]          |
| 50      | 2     | Harry Potter i la pedra filosofal                | $1.024.235.449    | 2001 | [ # 67 ] [ # 68 ]          |

## Pel·lícules més taquilleras ajustades a la inflació

Les taxes d'inflació a tot el món varien, cosa que complica l'ajust de la inflació.

A causa dels efectes a llarg termini de la inflació, en particular l'augment significatiu dels preus de les entrades de cinema, la llista no ajustada per inflació dona molt més pes a les pel·lícules més recents.
La llista no ajustada, tot i que es troba habitualment a la premsa, per tant, no té utilitat per comparar pel·lícules gaire distanciades en el temps, ja que moltes pel·lícules d'èpoques anteriors mai apareixeran en una llista moderna sense ajustar, tot i aconseguir un major èxit comercial quan s'ajusta l'increment de preus. Per compensar la devaluació de la moneda, alguns gràfics fan ajustos per a la inflació, però ni tan sols aquesta pràctica aborda completament el problema, ja que els preus dels bitllets i la inflació no són necessàriament paral·lels. Per exemple, el 1970, les entrades costaven 1,55 $ o uns 6,68 $ en dòlars del 2004 ajustats per la inflació; el 1980, els preus havien augmentat a uns 2,69 dòlars, una caiguda a 5,50 dòlars en dòlars del 2004 ajustats a la inflació.Els preus dels bitllets també han augmentat a diferents índexs d'inflació arreu del món, cosa que complica encara més el procés d'ajust de les taquilles brutes mundials.
Una altra complicació és el llançament en diversos formats per als quals es cobren diferents preus de les entrades. Un exemple notable d'aquest fenomen és Avatar, que també es va estrenar en 3D i IMAX: gairebé dos terços de les entrades per a aquesta pel·lícula eren per a projeccions en 3D amb un preu mitjà de 10 dòlars, i aproximadament una sisena part van ser per a projeccions IMAX amb un preu mitjà superior a 14,50 dòlars, en comparació amb un preu mitjà del 2010 de 7,61 dòlars per a pel·lícules en 2D. Factors socials i econòmics com el canvi de població and the growth of international markets també tenen un efecte en el nombre de persones que compren entrades de teatre, juntament amb la demografia del públic, on algunes pel·lícules venen una proporció molt més alta d'entrades infantils amb descompte, o tenen un millor rendiment a les grans ciutats on les entrades costen més.
El sistema de mesura per mesurar l'èxit d'una pel·lícula es basa en els bruts no ajustats, sobretot perquè històricament així s'ha fet sempre a causa de les pràctiques de la indústria cinematogràfica: els rebuts de taquilla són recopilats per les sales i retransmesos a la distribuïdora, que al seu torn els divulga als mitjans. La conversió a un sistema més representatiu que comptabilitzi les vendes d'entrades en lloc de les vendes brutes també està ple de problemes perquè les úniques dades disponibles per a pel·lícules més antigues són els totals de la venda. Com que la indústria cinematogràfica està molt orientada al màrqueting de pel·lícules que s'estrenen actualment, sempre s'utilitzen xifres no ajustades a les campanyes de màrqueting perquè les noves pel·lícules de gran èxit puguin assolir molt més fàcilment un alt rànquing de vendes i, d'aquesta manera, promocionar-se com la "pel·lícula més important de tots els temps", per tant, hi ha pocs incentius per canviar a una anàlisi més sòlida des d'un punt de vista de màrqueting o fins i tot de notícies.
Malgrat les dificultats inherents a comptabilitzar la inflació, s'han fet diversos intents. Les estimacions depenen de l'índex de preus utilitzat per ajustar els bruts, i els tipus de canvi utilitzats per convertir entre monedes també poden afectar els càlculs, tots dos poden tenir un efecte en la classificació final d'una llista ajustada per inflació. Allò que el vent s'endugué, estrenada per primera vegada el 1939, es considera generalment la pel·lícula de més èxit, amb el Guinness World Records estimant el seu brut global el 2014 ajustat en 3.400 milions de dòlars. Les estimacions del brut ajustat d'Allò que el vent s'endugué han variat substancialment: la seva propietària, Turner Entertainment, va estimar els seus guanys ajustats en 3.300 milions de dòlars el 2007, uns anys abans que l'estimació de Guinness; altres estimacions cauen a banda i banda d'aquesta quantitat, amb una que va situar el seu brut poc menys de 3.000 milions de dòlars el 2010, mentre que una altra va proporcionar una xifra alternativa de 3.800 milions de dòlars el 2006.
Quina pel·lícula és el rival més proper d'Allò que el vent s'endugué depèn del conjunt de xifres utilitzades: el Guinness tenia Avatar en segon lloc amb 3.000 milions de dòlars, mentre que altres estimacions veien Titanic al segon lloc amb guanys de la primera tirada a tot el món de gairebé 2.900 milions de dòlars als preus del 2010.
| Posició | Títol                               | Brut mundial (2022 $) | Any  |
| ------- | ----------------------------------- | --------------------- | ---- |
| 1       | Allò que el vent s'endugué          | $4.192.000.000        | 1939 |
| 2       | Avatar                              | A1$3.824.000.000      | 2009 |
| 3       | Titanic                             | T$3.485.000.000       | 1997 |
| 4       | La guerra de les galàxies           | $3.443.000.000        | 1977 |
| 5       | Avengers: Endgame                   | AE$3.165.000.000      | 2019 |
| 6       | Somriures i llàgrimes               | $2.884.000.000        | 1965 |
| 7       | ET, l'extraterrestre                | $2.815.000.000        | 1982 |
| 8       | Els Deu Manaments                   | $2.665.000.000        | 1956 |
| 9       | Doctor Zhivago                      | $2.526.000.000        | 1965 |
| 10      | Star Wars: El despertar de la força | TFA$2.491.000.000     | 2015 |

A1El brut ajustat d'Avatar inclou els ingressos de la versió original i les quatre reedicions. Els bruts del llançament original i de l'edició especial de 2010 s'ajusten a partir de l'any base Guinness, mentre que els bruts de 2020 i 2021 s'ajusten de l'índex de 2021 i els bruts de 2022 a partir de 2022. 
TEl total ajustat del Guinness per a Titanic només va augmentar en 102.000.000 $ entre les edicions de 2012 (publicades el 2011) i 2015, un augment del 4,2% compartit per la resta de totals ajustats del gràfic, i va ometre el brut d'una reedició en 3D el 2012. Aquest gràfic incorpora els 343.550.770 dòlars bruts de la reedició i l'ajusta a partir de l'índex de 2013. Titanic grossed a further $762.994 during limited re-releases in 2017 and 2020, but this sum is not represented in the adjusted total. 
AEEl valor brut d'Avengers: Endgame s'ajusta a partir de l'índex de 2020. 
TFAEl valor brut de Star Wars: El despertar de la força s'ajusta a partir de l'índex de 2016. 

## Sèries de pel·lícules amb més recaptació
| Posició | Sèrie                               | Recaptació total | Núm. de films | Mitjana per film | Film amb més recaptació                                           |
| ------- | ----------------------------------- | ---------------- | ------------- | ---------------- | ----------------------------------------------------------------- |
| 1       | Marvel Cinematic Universe           | $29.621.205.938  | 32            | $925.662.686     | Avengers: Endgame ($2.799.439.100)                                |
| 2       | Spiderman                           | $10.508.992.886  | 13            | $808.384.068     | Spider-Man: No Way Home ($1.921.847.111)                          |
| 3       | Star Wars                           | $10.324.504.714  | 12            | $860.375.393     | El despertar de la força ($2.068.223.624)                         |
| 4       | Harry Potter i Bèsties fantàstiques | $9.656.055.269   | 11            | $877.823.206     | Harry Potter i les relíquies de la Mort - Part 2 ($1.341.511.219) |
| 5       | James Bond                          | $7.836.485.924   | 27            | $290.240.219     | Skyfall ($1.108.561.013)                                          |
| 6       | Els Venjadors                       | $7.767.486.436   | 4             | $1.941.871.534   | Avengers: Endgame ($2.799.439.100)                                |
| 7       | The Fast and the Furious            | $7.333.609.532   | 11            | $666.691.532     | Furious 7 ($1.516.045.911)                                        |
| 8       | Batman                              | $6.841.456.682   | 17            | $402.438.682     | El cavaller fosc: la llegenda reneix ($1.084.939.099)             |
| 9       | DC Extended Universe                | $6.748.114.621   | 14            | $482.008.187     | Aquaman ($1.148.582.393)                                          |
| 10      | X-Men                               | $6.084.116.741   | 13            | $468.008.980     | Deadpool 2 ($785.896.609)                                         |
| 11      | Parc Juràssic                       | $6.006.943.987   | 6             | $1.001.157.331   | Jurassic World ($1.671.713.208)                                   |
| 12      | El hòbbit i El Senyor dels Anells   | $5.956.332.374   | 7             | $850.904.625     | El Senyor dels Anells: El retorn del rei ($1.147.633.883)         |
| 13      | Transformers                        | $5.292.092.465   | 8             | $661.511.558     | Dark of the Moon ($1.123.794.079)                                 |
| 14      | Avatar                              | $5.243.956.307   | 2             | $2.621.978.154   | Avatar ($2.923.706.026)                                           |
| 15      | El meu dolent preferit              | $4.647.796.993   | 5             | $929.559.399     | Els Mínions ($1.159.444.662)                                      |
| 16      | Pirates of the Caribbean            | $4.522.015.085   | 5             | $904.403.170     | Dead Man's Chest ($1.066.179.725)                                 |
| 17      | Missió: Impossible                  | $4.139.186.793   | 7             | $591.312.399     | Fallout ($791.115.104)                                            |
| 18      | Shrek                               | $4.018.774.202   | 6             | $669.795.700     | Shrek 2 ($919.838.758)                                            |
| 19      | Crepuscle                           | $3.359.862.915   | 5             | $671.972.583     | Albada (2a part) ($829.746.820)                                   |
| 20      | Toy Story                           | $3.270.004.838   | 5             | $654.000.968     | Toy Story 4 ($1.073.394.593)                                      |
| 21      | Ice Age                             | $3.219.286.884   | 5             | $643.857.377     | L'origen dels dinosaures ($886.686.817)                           |
| 22      | Els jocs de la fam                  | $2.968.191.442   | 4             | $742.047.861     | Catching Fire ($865.011.746)                                      |
| 23      | Frozen                              | $2.743.683.476   | 2             | $1.371.841.738   | Frozen II ($1.453.683.476)                                        |
| 24      | Thor                                | $2.703.347.820   | 4             | $675.836.820     | Ragnarok ($853.977.126)                                           |
| 25      | The Lion King                       | $2.631.560.643   | 3             | $877.186.881     | The Lion King ($1.663.075.401)                                    |
| 25      | Godzilla                            | $2.567.359.971   | 36            | $71.315.555      | Godzilla (2014) ($529.076.069)                                    |
| 26      | Superman                            | $2.554.837.548   | 9             | $283.870.839     | Batman v Superman: Dawn of Justice ($873.634.919)                 |
| 27      | Guardians of the Galaxy             | $2.482.496.744   | 3             | $827.498.915     | Guardians of the Galaxy Vol. 2 ($863.738.748)                     |
| 28      | Iron Man                            | $2.423.918.805   | 3             | $807.972.935     | Iron Man 3 ($1.214.811.252)                                       |
| 29      | The Conjuring                       | $2.339.393.014   | 9             | $259.932.557     | The Nun ($365.551.694)                                            |
| 30      | Star Trek                           | $2.266.723.196   | 13            | $174.363.323     | Into Darkness ($467.381.584)                                      |
| 31      | Madagascar                          | $2.256.517.920   | 4             | $564.129.480     | Europe's Most Wanted ($746.921.274)                               |
| 32      | Black Panther                       | $2.241.457.662   | 2             | $1.120.728.831   | Black Panther ($1.382.248.826)                                    |
| 33      | Capità Amèrica                      | $2.238.138.536   | 3             | $746.046.179     | Civil War ($1.153.304.495)                                        |
| 34      | El planeta dels simis               | $2.203.568.141   | 9             | $244.840.905     | Dawn of the Planet of the Apes ($708.835.589)                     |
| 35      | Terminator                          | $2.105.699.296   | 6             | $350.494.883     | Terminator 2 ($520.881.154)                                       |